# Saint-Barthélemy-de-Séchilienne
Saint-Barthélemy-de-Séchilienne és un municipi francès situat al departament de la Isèra i a la regió d'Alvèrnia-Roine-Alps. L'any 2007 tenia 454 habitants.

## Demografia

### Població
El 2007 la població de fet de Saint-Barthélemy-de-Séchilienne era de 454 persones. Hi havia 170 famílies de les quals 36 eren unipersonals (28 homes vivint sols i 8 dones vivint soles), 57 parelles sense fills, 65 parelles amb fills i 12 famílies monoparentals amb fills.
La població ha evolucionat segons el següent gràfic:
Habitants censats

### Habitatges
El 2007 hi havia 209 habitatges, 172 eren l'habitatge principal de la família, 30 eren segones residències i 7 estaven desocupats. 206 eren cases i 2 eren apartaments. Dels 172 habitatges principals, 150 estaven ocupats pels seus propietaris, 17 estaven llogats i ocupats pels llogaters i 5 estaven cedits a títol gratuït; 7 tenien dues cambres, 33 en tenien tres, 54 en tenien quatre i 78 en tenien cinc o més. 151 habitatges disposaven pel capbaix d'una plaça de pàrquing. A 64 habitatges hi havia un automòbil i a 97 n'hi havia dos o més.

### Piràmide de població
La piràmide de població per edats i sexe el 2009 era:
| Homes | Edats   | Dones |
| ----- | ------- | ----- |
| 0     | 95 o +  | 0     |
| 4     | 90 a 94 | 4     |
| 0     | 85 a 89 | 12    |
| 0     | 80 a 84 | 4     |
| 4     | 75 a 79 | 12    |
| 8     | 70 a 74 | 12    |
| 8     | 65 a 69 | 4     |
| 16    | 60 a 64 | 28    |
| 20    | 55 a 59 | 8     |
| 4     | 50 a 54 | 12    |
| 20    | 45 a 49 | 20    |
| 28    | 40 a 44 | 20    |
| 36    | 35 a 39 | 28    |
| 8     | 30 a 34 | 16    |
| 8     | 25 a 29 | 8     |
| 16    | 20 a 24 | 0     |
| 20    | 15 a 19 | 20    |
| 20    | 10 a 14 | 24    |
| 16    | 5 a 9   | 12    |
| 16    | 0 a 4   | 24    |

## Economia
El 2007 la població en edat de treballar era de 280 persones, 210 eren actives i 70 eren inactives. De les 210 persones actives 198 estaven ocupades (108 homes i 90 dones) i 12 estaven aturades (4 homes i 8 dones). De les 70 persones inactives 20 estaven jubilades, 34 estaven estudiant i 16 estaven classificades com a «altres inactius».

### Ingressos
El 2009 a Saint-Barthélemy-de-Séchilienne hi havia 178 unitats fiscals que integraven 464,5 persones, la mediana anual d'ingressos fiscals per persona era de 19.790 €.

### Activitats econòmiques
Dels 12 establiments que hi havia el 2007, 3 eren d'empreses extractives, 3 d'empreses de construcció, 2 d'empreses d'informació i comunicació, 2 d'empreses immobiliàries i 2 d'empreses de serveis.
Dels 3 establiments de servei als particulars que hi havia el 2009, 2 eren fusteries i 1 electricista.

## Equipaments sanitaris i escolars
El 2009 hi havia una escola elemental integrada dins d'un grup escolar amb les comunes properes formant una escola dispersa.

## Poblacions més properes
El següent diagrama mostra les poblacions més properes.